# Conus feliciae
 (mars 2023).
Espèce
Conus feliciae est une espèce de mollusques gastéropodes marins de la famille des Conidae.
Comme toutes les espèces du genre Conus, ces escargots sont prédateurs et venimeux. Ils sont capables de « piquer » les humains et doivent donc être manipulés avec précaution, voire pas du tout.

## Taxonomie

### Publication originale
L'espèce Conus feliciae a été décrite pour la première fois en 2022 par les malacologistes David P. Berschauer et Edward James Petuch (d) dans « The Festivus »,.

### Synonymes
- Conus (Cylinder) feliciae (Berschauer & Petuch, 2022) · appellation alternative
- Cylinder feliciae Berschauer & Petuch, 2022 · non accepté